# ユーザン・パルシー
ユーザン・パルシー（Euzhan Palcy、1958年1月13日 - ）は、マルティニーク出身の映画監督、脚本家。

## 来歴
1983年、初の劇場用映画『マルチニックの少年』が第40回ヴェネツィア国際映画祭新人賞や第9回セザール賞新人監督作品賞を受賞するなど高い評価を受ける。1989年、ハリウッド映画『白く渇いた季節』を監督、ハリウッドのメジャースタジオで監督を務めた初の黒人女性となった。その功績から、2023年の第95回アカデミー賞で名誉賞を受賞した。

## 主な作品
- マルチニックの少年 Rue Cases-Nègres (1983) 監督・脚本
- 白く渇いた季節 A Dry White Season (1989) 監督・脚本
- 子どもたちはどうしてゆくか Comment vont les enfants (1990) 監督 ※エピソード「Hassane」
- シメオン Siméon (1992) 監督・脚本・製作
- The Wonderful World of Disney: Ruby Bridges (1998) テレビ映画 監督・製作
- キリング・ヤード The Killing Yard (2001) テレビ映画 監督